# Keilor Park
Keilor Park är en del av en befolkad plats i Australien. Den ligger i kommunen Brimbank och delstaten Victoria, omkring 14 kilometer nordväst om delstatshuvudstaden Melbourne. Antalet invånare är 2 540.
Runt Keilor Park är det mycket tätbefolkat, med 3 249 invånare per kvadratkilometer.. Närmaste större samhälle är Melbourne, omkring 14 kilometer sydost om Keilor Park. 
Runt Keilor Park är det i huvudsak tätbebyggt. Genomsnittlig årsnederbörd är 971 millimeter. Den regnigaste månaden är juni, med i genomsnitt 115 mm nederbörd, och den torraste är januari, med 34 mm nederbörd.